# شرکت مشاور سرمایه‌گذاری (ایران)
شرکت مشاور سرمایه‌گذاری از جمله نهادهای مالی تحت نظارت سازمان بورس و اوراق بهادار است؛ که در قالب قراردادی مشخص، دربارهٔ خرید و فروش اوراق بهادار، به سرمایه‌گذاران مشاوره می‌دهد. مطابق دستورالعمل تأسیس و فعالیت مشاور سرمایه‌گذاری (مصوب ۴ خرداد ۱۳۸۹، سازمان بورس و اوراق بهادار)، مشاوره سرمایه‌گذاری عبارت است از هر گونه مشاوره موضوع بند ۱۶ ماده ۱ قانون بازار اوراق بهادار جمهوری اسلامی ایران در مورد خرید یا فروش اوراق بهادار شامل:
- پیش‌نهاد به خرید، فروش یا نگه‌داری اوراق بهادار؛
- اظهارنظر دربارهٔ روند قیمت یا عرضه و تقاضای اوراق بهادار در آینده؛ و
- اظهارنظر دربارهٔ قیمت اوراق بهادار.[۱][۲][۳]

## شرکت‌های مشاور سرمایه‌گذاری فعال
هم‌اکنون، ۱۵ شرکت مشاور سرمایه‌گذاری زیر با توجه به دریافت مجوز فعالیت از سازمان بورس و اوراق بهادار تحت نظارت آن سازمان در بازار اوراق بهادار ایران فعالیت دارند:
| شرکت                                             | مدیرعامل             | شماره ثبت نزد سازمان | تاریخ اخذ مجوز  |
| ------------------------------------------------ | -------------------- | -------------------- | --------------- |
| مشاور سرمایه‌گذاری ایده مفید                      | مرتضی استهری         | ۴۷۱۴۸۰               | ۷ خرداد ۱۳۹۴    |
| مشاور سرمایه‌گذاری معیار                          | وداد حسینی           | ۱۰۹۰۹                | ۲ آبان ۱۳۹۰     |
| مشاور سرمایه‌گذاری آرمان آتی                      | مهدی اسلامی بیدگلی   | ۱۰۸۳۶                | 22 اسفند 1389   |
| مشاور سرمایه‌گذاری ارزش پرداز آریان (آیکو)        | احمد پویان‌فر         | ۱۰۸۹۴                | ۳۰ مرداد ۱۳۹۰   |
| مشاور سرمایه‌گذاری تأمین سرمایه نوین              | علی خوش طینت نیک نیت | ۱۰۸۴۸                | ۲۲ اسفند ۱۳۸۹   |
| مشاور سرمایه‌گذاری نیکی‌گستر                       | علی رحمانی           | ۱۰۸۹۳                | ۱ شهریور ۱۳۹۰   |
| مشاور سرمایه‌گذاری آوای آگاه                      | مهدی طحانی           | ۱۰۸۱۶                | ۲۵ اسفند ۱۳۸۹   |
| مشاور سرمایه‌گذاری دیدگاهان نوین                  | مجید معروفخانی       | ۱۱۰۳۰                | ۱۶ فروردین ۱۳۹۱ |
| مشاور سرمایه‌گذاری هدف حافظ                       | احسان حاجی علی اکبر  | ۱۱۱۰۱                | ۲۱ بهمن ۱۳۹۱    |
| مشاور سرمایه‌گذاری ابن سینا مدبر                  | محسن عباسی           | ۱۱۰۹۴                | ۲۱ بهمن ۱۳۹۱    |
| مشاور سرمایه‌گذاری ایرانیان تحلیل فارابی          | رضا قهرمانی          | ۱۱۲۶۱                | ۲۱ اسفند ۱۳۹۱   |
| شرکت پردازش اطلاعات مالی نوآوران امین            | علی نوروزی           | ۱۱۲۱۸                | ۲۱ دی ۱۳۹۲      |
| شرکت مشاور سرمایه‌گذاری امین آفاق                 | محمد آرام بن یار     | ۴۷۱۵۵۴               | ۲۹ دی ۱۳۹۳      |
| شرکت مشاور سرمایه‌گذاری دیلی تحلیل                | محسن رحمتی           | ۴۷۱۵۵۴               | ۲۹ دی ۱۳۹۲      |
| شرکت پردازش اطلاعات مالی پارت                    | علی رسولی زاده       | ۱۱۱۵۴                | ۵ خرداد ۱۳۹۵    |
| مشاور سرمایه‌گذاری فراز ایده نو آفرین تک (فاینتک) | مهدی فرازمند         | ۱۱۵۵۵                | ۲۹ آبان ۱۳۹۶    |